# Hidžázské království
Hidžázské království (arabsky المملكة الحجازية الهاشمية‎, Al-Mamlaka al-Ḥidžāzijja Al-Hāšimijja) bylo arabské království v historickém regionu Hidžáz ležícím při pobřeží Rudého moře. Region je součástí dnešní Saúdské Arábie a nacházejí se zde svatá města islámu Mekka a Medína.

## Historie

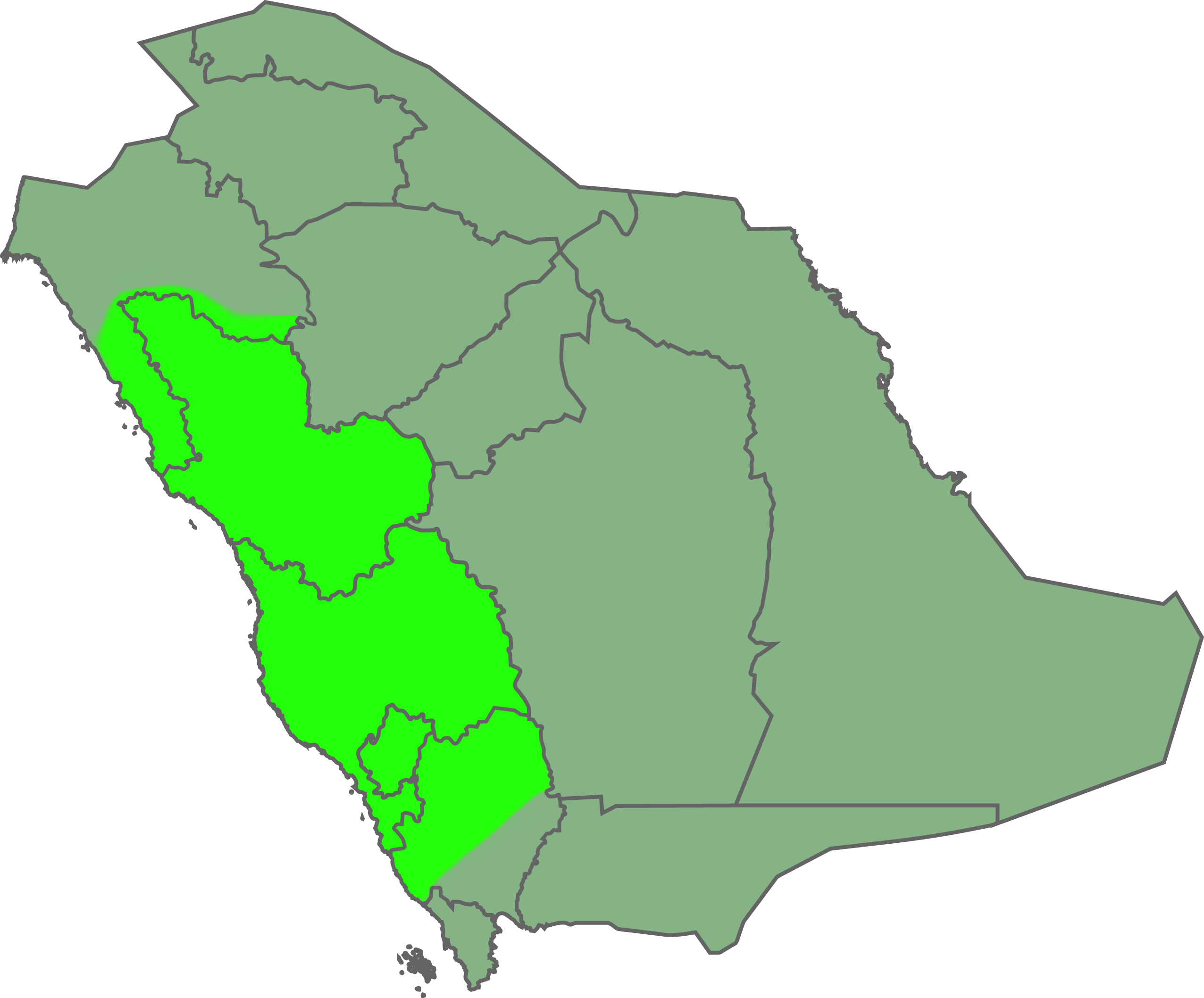
Poloha dnešního Hidžázu v Saúdské Arábii.

### Vznik království
Do první světové války byl součástí Osmanské říše jako Hidžázský vilájet. V roce 1916 tu proběhlo povstání proti Turkům podporované Velkou Británií. Dne 30. května 1916 zde bylo vyhlášeno nezávislé Hidžázské království v čele s Husajnem ibn Alí al-Hášimím z rodu Hášimovců. Hlavním městem byla Mekka.

### Saúdská Arábie
V roce 1925 území Hidžázu dobyl nadždský sultán Abd al-Azíz ibn Saúd z rodu Saúdovců, který se prohlásil a nechal korunovat králem Hidžázu a nazýval se králem Hidžázu a Nadždu, čímž vznikla personální unie. Roku 1932 připojil Ibn Saúd ke svému království ještě území Al-Hasa, Katíf a knížectví Asír (kde ponechal u vlády místního knížete jako vazalského panovníka), a tak vzniklo království Saúdská Arábie.

## Zajímavosti
- V letech 1916 až 1925 zde platily známky v orientálním vzhledu, vydáno bylo 145 různých známek, z nichž část byly přetisky. Od roku 1926 na území platily známky Království Hidžáz a Nadžd a po roce 1932 známky Saúdské Arábie[1].

## Státní symboly
Vlajka Hidžázského království z let 1917–1920 byla tvořena listem o poměru stran 2:3 (někdy uváděno 1:2) se třemi vodorovnými pruhy: černým, zeleným a bílým. U žerdi byl červený klín sahající do třetiny délky vlajky. Vlajku v panarabských barvách (které symbolizují historicky významné arabské dynastie) navrhl Husajn ibn Ali z dynastie Hášimovců, dle jiných zdrojů ji však navrhl Sir Mark Sykes z britského ministerstva zahraničí pro arabská vojska v Palestině a Husajn pouze upravil odstín červené barvy.
Později bylo pořadí barev pruhů změněno.

vlajky:
království (provizorní 1916–1917)
království (1917–1920) Poměr stran: 2:3, někdy uváděno 1:2
království (1920–1926) Poměr stran: 2:3
Hidžáz (1926–1932) Poměr stran: 2:3